# Lijst van San Marinese ministers van Binnenlandse Zaken
Hieronder zijn de ministers van Binnenlandse Zaken van San Marino sinds 1860 weergegeven (vanaf 1945 ontbreken de gegevens echter). Hun eigenlijke Italiaanse titel is Segretari di Stato per gli Affari interni. 
- 1860 - 1872:  Domenico Fattori
- 1872 - 1876:  Camillo Bonelli
- 1876 - 1905:  Giuliano Belluzzi
- 1905 - 1908:  Gemino Gozi
- 1908 - 1909:  Onofrio Fattori
- 1909 - 1917:  Giuseppe Forcellini
- 1917 - 1943:  Giuliano Gozi
- 1943 - 1945:  Giuseppe Forcellini